# 547664 Ozdín
547664 Ozdín è un asteroide della fascia principale. Scoperto nel 2010, presenta un'orbita caratterizzata da un semiasse maggiore pari a 2,784929 UA e da un'eccentricità di 0,158662, inclinata di 12,133129° rispetto all'eclittica.